# Creu de terme de Rocafort de Queralt
La creu de terme de Rocafort de Queralt és una creu de terme ubicada actualment dins del cementiri de Rocafort de Queralt (Conca de Barberà), però que originalment estava situada dins el nucli urbà.
És una creu de terme medieval d'estil gòtic, que es compon d'un fust octogonal coronat per una llanterna formada per dos cossos: el superior és una peça ornamentada de forma tronc-piramidal i l'inferior té una decoració figurada a manera de capitell historiat. Entre els personatges que són reconeixibles hi ha sant Llorenç, sant Pere i santa Magdalena. També hi ha dos àngels portant escuts heràldics que, de moment, no han pogut ésser atribuïts, tot i que es creu que podrien pertànyer al llinatge dels Armengol. Però si això es confirmés, la cronologia història entraria en contradicció amb l'estil gòtic.
Fou restaurada l'any 2007/2008, moment en què se li va eliminar una creu metàl·lica que s'hi havia afegit.